# Flaszowiec peruwiański
Flaszowiec peruwiański, cherymoja, czerymoja (Annona cherimola) – gatunek drzewa z rodziny flaszowcowatych. Pochodzi z Ameryki Południowej.

## Morfologia
Dorasta do 8 metrów wysokości. Liście jajowate lub jajowatolancetowatego kształtu. Kwiaty osadzone w kątach liści białozielonkawe. Owoc mięsisty ma do 12 cm średnicy. Osiąga wagę do 4 kg.

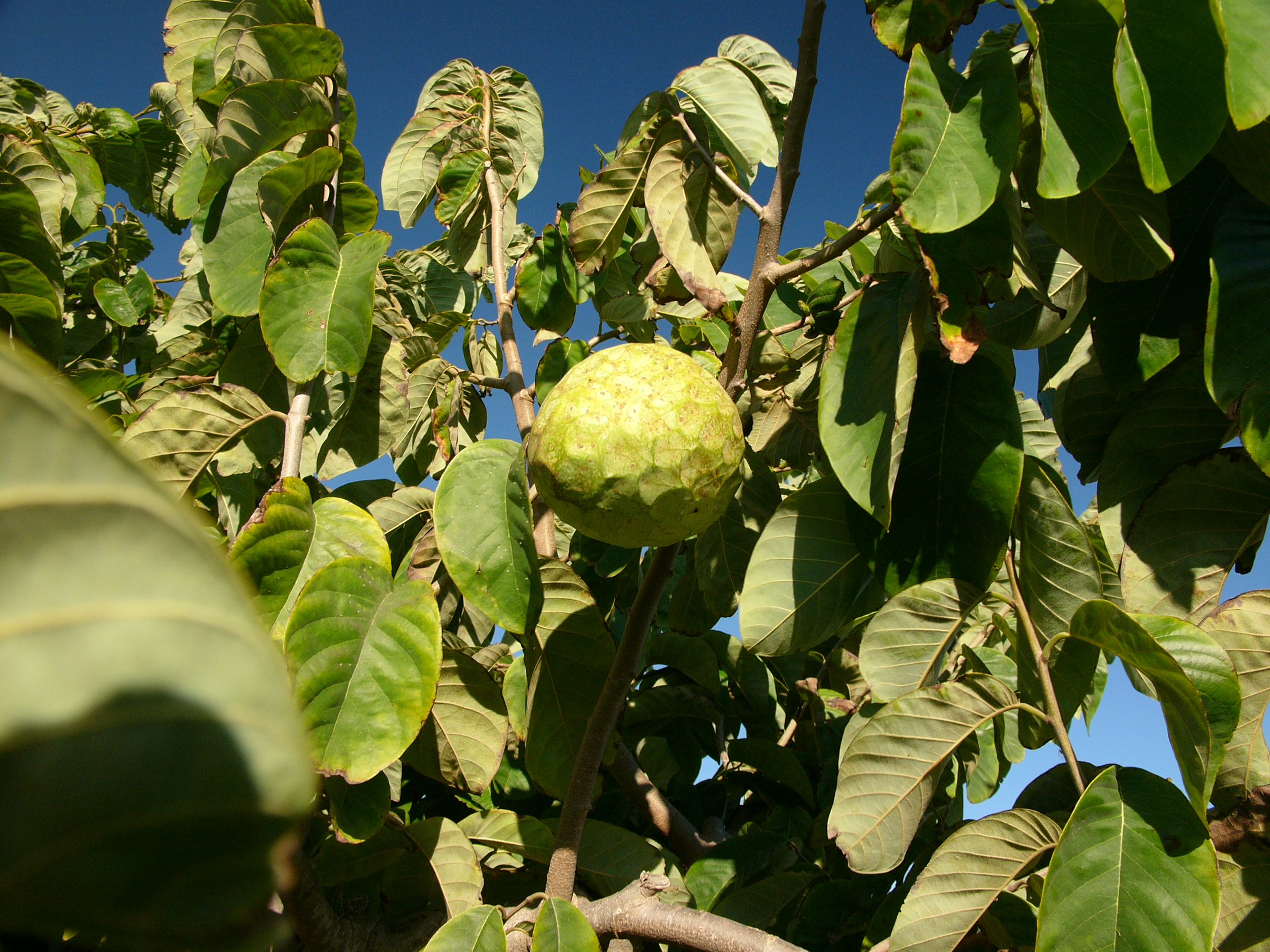
Flaszowiec peruwiański

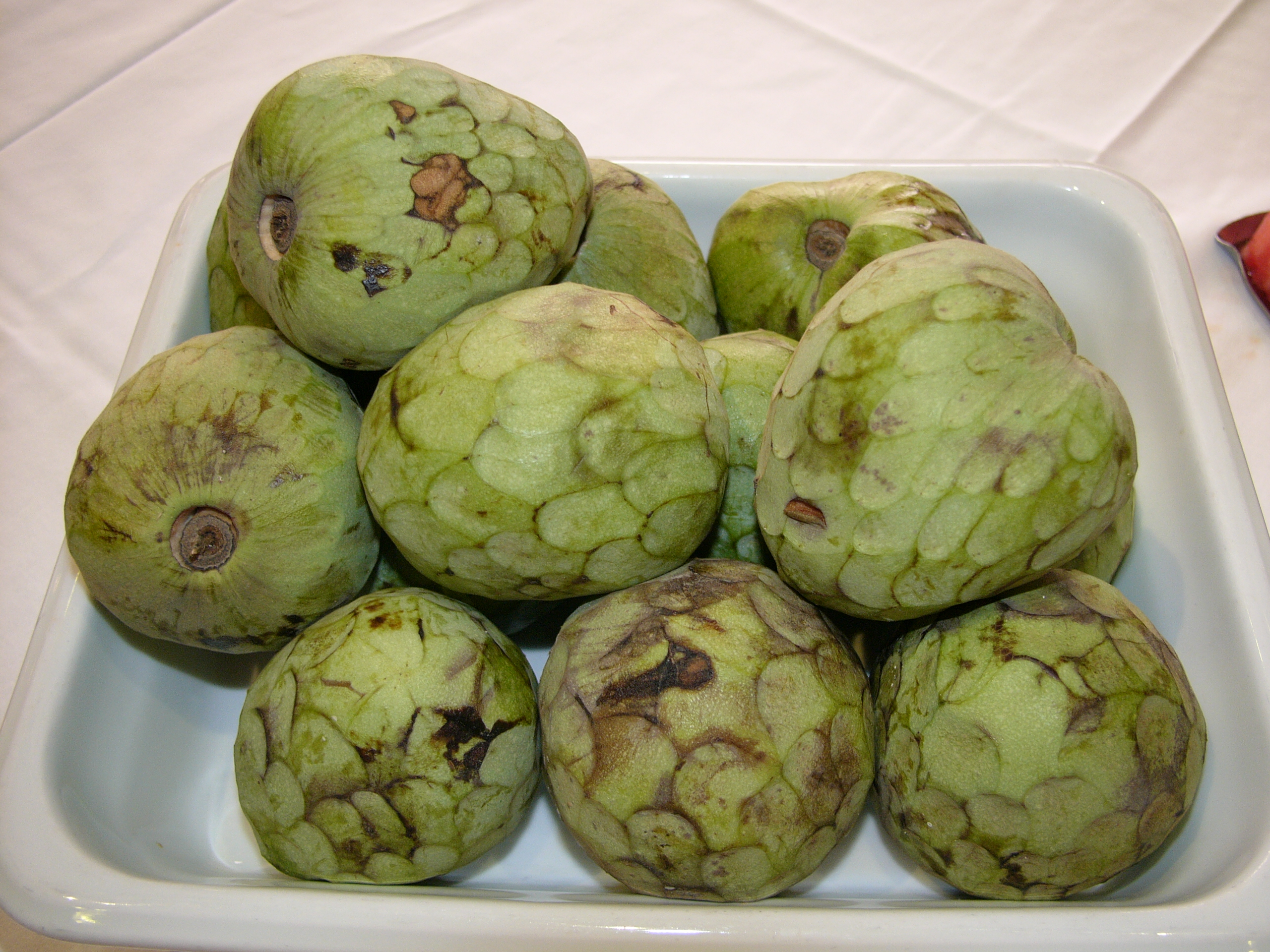
Owoce flaszowca peruwiańskiego

## Zastosowanie
Owoce jadalne, słodkie, do spożywania na surowo. Roślina jest uprawiana w Ameryce Południowej, ale również w innych rejonach o gorącym i ciepłym klimacie: w Afryce Zachodniej, na Jawie, na południu Hiszpanii (Andaluzja).